# Тацухара Мотоо
Тацухара Мотоо (яп. 立原 元夫, нар. 14 січня 1913, Токіо — листопад 2014) — японський футболіст, що грав на позиції Півзахисника.

## Клубна кар'єра
Грав за університетську команду Waseda WMW.

## Виступи за збірну
Був учасником футбольного турніру на Олімпійських іграх 1936 року.

## Статистика
Статистика виступів у національній збірній
| Збірна Японії | Збірна Японії | Збірна Японії |
| Роки          | Ігри          | голи          |
| ------------- | ------------- | ------------- |
| 1934          | 2             | 0             |
| 1935          | 0             | 0             |
| 1936          | 2             | 0             |
| Усього        | 4             | 0             |